# Kanton Merdrignac
Kanton Merdrignac (fr. Canton de Merdrignac) je francouzský kanton v departementu Côtes-d'Armor v regionu Bretaň. Tvoří ho devět obcí.

## Obce kantonu
- Gomené
- Illifaut
- Laurenan
- Loscouët-sur-Meu
- Trémorel
- Merdrignac
- Mérillac
- Saint-Launeuc
- Saint-Vran